# Babowaï II
Pour les articles homonymes, voir Babaeus.
Babowaï II ou Babaeus II fut catholicos de l'Église de l'Orient de 498 à 503, successeur d'Acace de Séleucie. Il était fils d'un Perse nommé Hormizd, et venait donc probablement du mazdéisme ; selon la Chronique de Séert, il était apparenté à l'astrologue chrétien du roi Zamasp et lui dut sa nomination. C'était un homme déjà âgé, marié et père de famille, et sa femme l’assista dans la direction de l’Église. Selon Mari ibn Sulayman, il ne savait ni lire, ni écrire. 
Il tint un concile en 499 qui annula tous les anathèmes réciproques entre partisans de Babowaï Ier, Barsauma et Acace, et confirma les orientations données à l'Église de l'Orient par Barsauma : théologie de Théodore de Mopsueste, mariage de tous les clercs (rendu même obligatoire). Ce concile décréta aussi que les évêques se réuniraient une fois tous les quatre ans sous la présidence du catholicos.